# Dissotis plumosa
Dissotis plumosa är en tvåhjärtbladig växtart som först beskrevs av David Don, och fick sitt nu gällande namn av Joseph Dalton Hooker. Dissotis plumosa ingår i släktet Dissotis och familjen Melastomataceae. Inga underarter finns listade i Catalogue of Life.